# Luật Doanh nghiệp 2014
Luật Doanh nghiệp năm 2014 của Việt Nam quy định về việc thành lập, tổ chức quản lý và hoạt động của các loại hình doanh nghiệp gồm công ty trách nhiệm hữu hạn, công ty cổ phần, công ty hợp danh và doanh nghiệp tư nhân. Luật doanh nghiệp 2014 còn quy định về nhóm công ty.
Hiện tại, Luật này đã được thay thế bởi Luật Doanh nghiệp 2020.

## Lịch sử hình thành và phát triển

### Tình hình chung của nền kinh tế trước khi có Luật Doanh nghiệp
Việt Nam bắt đầu thực hiện đổi mới từ nửa cuối thập niên 1980, với mong muốn xóa bỏ dần cơ cấu bao cấp quan liêu của nền kinh tế kế hoạch hóa, phát triển nền kinh tế năng động và hiện đại hơn. Một chủ trương lớn của chính phủ Việt Nam là hướng đến tự do hóa thương mại và thúc đẩy kinh tế tư nhân. Với nhiều biện pháp "xé rào", giải tỏa bớt các rào cản cho kinh tế tự do lưu thông, nền kinh tế Việt Nam nói chung, trong đó chủ yếu là kinh tế cá thể tư nhân bắt đầu phát triển mạnh. Nhưng những thành phần kinh tế tư nhân này còn rất mỏng manh.Việc thành lập công ty, doanh nghiệp phải trải qua "cả rừng" giấy tờ, con dấu các loại cùng vô số thủ tục "xin-cho" khác. Dù gặp rất nhiều khó khăn nhưng sức phát triển của khu vực kinh tế tư nhân vô cùng mạnh mẽ. Tính đến ngày 31-12-1996, Việt Nam có 1.439.683 đơn vị kinh doanh tư nhân, trong đó gồm 1.412.166 cá nhân và nhóm kinh doanh, 17.535 doanh nghiệp tư nhân, 6.883 công ty trách nhiệm hữu hạn, 153 công ty cổ phần và 2.946 hợp tác xã

### Luật dành cho doanh nghiệp tư nhân.
Tìm cách đáp ứng những nhu cầu quản lý sự phát triển mạnh mẽ của khối kinh tế tư nhân. Luật Công ty năm 1990 và Luật Doanh nghiệp tư nhân năm 1990 (cùng được Quốc hội Khóa VIII thông qua ngày 21 tháng 12 năm 1990) là các văn bản pháp lý đầu tiên cho phép thành lập các tổ chức kinh tế thuộc tư hữu, bao gồm các loại hình là: công ty trách nhiệm hữu hạn và công ty cổ phần (thành lập theo Luật Công ty) và doanh nghiệp tư nhân (thành lập theo Luật Doanh nghiệp tư nhân).
Tuy vậy, phải đến năm 1992, Quốc hội mới thông qua Hiến pháp mới, công nhận: "Công dân có quyền tự do kinh doanh theo quy định pháp luật". Qua đó đưa Luật Doanh nghiệp tư nhân thực sự đi vào hoạt động.
Đến năm 1998, chính phủ của thủ tướng Phan Văn Khải bắt tay vào soạn thảo Luật Doanh nghiệp. Mục tiêu của luật mới ban đầu không chỉ muốn điều chỉnh và quản lý toàn bộ khối doanh nghiệp tư nhân bằng các quy định khung rõ ràng, loại bỏ các loại giấy phép và các cơ chế xin-cho, Ban soạn thảo luật cũng như thủ tướng Phan Văn Khải còn muốn biến luật này thành luật chung sử dụng cho cả khu vực kinh tế tư nhân và nhà nước, xóa bỏ tình trạng sân chơi không công bằng cho các loại hình doanh nghiệp. Cả hai mục tiêu này đều chưa thực hiện được cho đến ngày hôm nay khi giấy phép vẫn tiếp tục sinh sôi nẩy nở và doanh nghiệp tư nhân vẫn tiếp tục bị phân biệt đối xử.
- "Công việc soạn thảo Luật Doanh nghiệp được giao cho Viện Nghiên cứu Quản lý Kinh tế Trung ương, một cơ quan thuộc Bộ Kế hoạch Đầu tư thực hiện. Viện trưởng Viện này là tiến sĩ Lê Đăng Doanh, một người được đào tạo từ Cộng hòa Dân chủ Đức, từng giúp việc cho Tổng Bí thư Nguyễn Văn Linh. Cùng với ông Lê Đăng Doanh, là Viện phó Đặng Đức Đạm, ông Nguyễn Đình Cung, luật sư Trần Hữu Huỳnh, Chủ tịch  Trung tâm Trọng tài Quốc tế Việt Nam - Nguyên Trưởng ban Pháp chế VCCI, các luật gia Cao Bá Khoát, Dương Đăng Huệ, Bộ Tư pháp, Nguyễn Thái Sơn, Văn phòng Chính phủ và bà Phạm Chi Lan. Trực tiếp thiết kế Luật Doanh nghiệp là ông Nguyễn Đình Cung, vừa tốt nghiệp cao học ở Anh. Ông Cung nằm trong số 37 cán bộ đầu tiên của Việt Namđược gửi đi các nước phương Tây theo học bổng của UNDP hồi năm 1992. Nhóm biên soạn chính đã được gửi đi New York và Washington, D.C., nghiên cứu hai tuần dưới sự tài trợ của USAID. Một nhóm các nhà nghiên cứu người Mỹ và New Zealand, như Giáo sư Bernard Black, Giáo sư Krassman, Giáo sư Geordan, Luật sư David Goddard, được tài trợ bởi UNDP đã đến Việt Nam, trực tiếp tư vấn cho các bản dự thảo đầu tiên của Luật "{\displaystyle }

Sau gần 9 năm thi hành Luật Công ty năm 1990 và Luật Doanh nghiệp tư nhân năm 1990, Luật Doanh nghiệp năm 1999 được Quốc hội Khóa X thông qua ngày 12 tháng 6 năm 1999, thay thế Luật Công ty năm 1990 và Luật Doanh nghiệp tư nhân năm 1990, quy định chi tiết hơn các loại hình tổ chức kinh tế tư hữu đã có trước đó (công ty trách nhiệm hữu hạn, công ty cổ phần và doanh nghiệp tư nhân) và bổ sung thêm một loại hình mới là công ty hợp danh. Luật Doanh nghiệp 1999 cũng lần đầu tiên quy định về hình thức công ty trách nhiệm hữu hạn một thành viên, nhưng quy định chủ sở hữu của công ty trách nhiệm hữu hạn một thành viên chỉ có thể là tổ chức. Ngoài ra, theo Luật Doanh nghiệp năm 1999 thì công ty hợp danh không có tư cách pháp nhân.

### Doanh nghiệp thuộc sở hữu nhà nước
Bên cạnh việc ban hành các quy định về quản lý doanh nghiệp thuộc tư hữu, ngày 20 tháng 4 năm 1995 Quốc hội Khóa IX đã thông qua Luật Doanh nghiệp nhà nước năm 1995 để quy định cụ thể việc thành lập và quản lý phần vốn của nhà nước đầu tư trong các doanh nghiệp nhà nước, mà trước đó mới chỉ được điều chỉnh bởi các Nghị định và hướng dẫn của Chính phủ. Các doanh nghiệp nhà nước được tổ chức theo mô hình quản lý riêng, không giống như mô hình quản lý của các doanh nghiệp thuộc tư hữu.
Tiếp tục việc hoàn thiện pháp luật, ngày 26 tháng 11 năm 2003 Quốc hội Khóa XI đã thông qua Luật Doanh nghiệp nhà nước năm 2003 để thay thế Luật Doanh nghiệp nhà nước năm 1995. Luật Doanh nghiệp nhà nước năm 2003 đã quy định 3 mô hình quản lý của các doanh nghiệp nhà nước bao gồm: công ty nhà nước, công ty trách nhiệm hữu hạn nhà nước, và công ty cổ phần nhà nước; trong đó, 2 mô hình sau là gần tương đồng với mô hình quản lý của các doanh nghiệp thuộc tư hữu được quy định trong Luật Doanh nghiệp năm 1999.

### Thống nhất các quy định riêng rẽ
Để đẩy nhanh quá trình cải cách kinh tế, ngày 29 tháng 11 năm 2005 Quốc hội Khóa XI đã thông qua Luật Doanh nghiệp năm 2005, có hiệu lực thi hành từ ngày 1 tháng 7 năm 2006. Luật Doanh nghiệp năm 2005 đã thống nhất các quy định về thành lập và quản lý các doanh nghiệp, gần như không còn sự phân biệt là doanh nghiệp thuộc sở hữu nhà nước hay sở hữu tư nhân về phương diện tổ chức quản trị. Luật Doanh nghiệp năm 2005 đã thay thế Luật Doanh nghiệp năm 1999; Luật Doanh nghiệp nhà nước năm 2003, trừ trường hợp quy định tại khoản 2 Điều 166 của Luật này; các quy định về tổ chức quản lý và hoạt động của doanh nghiệp tại Luật đầu tư nước ngoài tại Việt Nam năm 1996 và Luật sửa đổi, bổ sung một số điều của Luật đầu tư nước ngoài tại Việt Nam năm 2000. Theo quy định của Luật Doanh nghiệp năm 2005, công ty trách nhiệm hữu hạn một thành viên có thể thuộc sở hữu của tổ chức hoặc của cá nhân; thêm vào đó, công ty hợp danh có tư cách pháp nhân kể từ khi được thành lập.

## Quá trình sửa đổi
Ngày 26/11/2014, Quốc hội đã thông qua Luật Doanh nghiệp năm 2014 (Luật số: 68/2014/QH13), có hiệu lực kể từ 01/7/2015; Luật này quy định về việc thành lập, tổ chức quản lý, tổ chức lại, giải thể và hoạt động có liên quan của doanh nghiệp, bao gồm công ty trách nhiệm hữu hạn, công ty cổ phần, công ty hợp danh và doanh nghiệp tư nhân; quy định về nhóm công ty.
So với Luật Doanh nghiệp năm 2005, Luật Doanh nghiệp năm 2014 có 10 chương, 213 điều, tăng 41 điều; Chương IV quy định về Doanh nghiệp nhà nước với 22 điều là chương mới hoàn toàn; Điều 10 quy định về tiêu chí, quyền và nghĩa vụ của doanh nghiệp xã hội cũng mới hoàn toàn.
Ngày 17/6/2020, tại kỳ họp thứ 9 Quốc hội khóa XIV đã thông qua Luật Doanh nghiệp 2020, có hiệu lực thi hành từ ngày 01/01/2021, trong đó có một số điểm mới nổi bật như:
Thứ nhất, về thông báo mẫu dấu của doanh nghiệp:
Theo quy định hiện hành thì trước khi sử dụng, doanh nghiệp có nghĩa vụ thông báo mẫu con dấu với cơ quan đăng ký kinh doanh để đăng tải công khai trên Cổng thông tin quốc gia về đăng ký doanh nghiệp.
Luật mới không quy định thủ tục thông báo mẫu dấu với Cơ quan đăng ký kinh doanh
Thứ hai, về hộ kinh doanh:
Sẽ bỏ quy định về chuyển hộ kinh doanh thành doanh nghiệp. Đồng thời, để bảo đảm tính liên tục cho đến khi ban hành một luật riêng về hộ kinh doanh, cần thiết giao Chính phủ hướng dẫn đăng ký và hoạt động đối với hộ kinh doanh (khoản 4 Điều 217 quy định về điều khoản thi hành).
Thứ 3, sửa đổi, định nghĩa lại về doanh nghiệp nhà nước

Tại luật mới, doanh nghiệp nhà nước theo nguyên tắc phân chia các loại doanh nghiệp có sở hữu nhà nước theo mức độ sở hữu khác nhau. Cụ thể như sau:
Điều 88. Doanh nghiệp nhà nước
1. Doanh nghiệp nhà nước được tổ chức quản lý dưới hình thức công ty trách nhiệm hữu hạn, công ty cổ phần, bao gồm:
a) Doanh nghiệp do Nhà nước nắm giữ 100% vốn điều lệ;
b) Doanh nghiệp do Nhà nước nắm giữ trên 50% vốn điều lệ hoặc tổng số cổ phần có quyền biểu quyết, trừ doanh nghiệp quy định tại điểm a khoản 1 Điều này.
2. Doanh nghiệp do Nhà nước nắm giữ 100% vốn điều lệ theo quy định tại điểm a khoản 1 Điều này bao gồm:
a) Công ty trách nhiệm hữu hạn một thành viên do Nhà nước nắm giữ 100% vốn điều lệ là công ty mẹ của tập đoàn kinh tế nhà nước, công ty mẹ của tổng công ty nhà nước, công ty mẹ trong nhóm công ty mẹ - công ty con;
b) Công ty trách nhiệm hữu hạn một thành viên là công ty độc lập do Nhà nước nắm giữ 100% vốn điều lệ.
3. Doanh nghiệp do Nhà nước nắm giữ trên 50% vốn điều lệ hoặc tổng số cổ phần có quyền biểu quyết theo quy định tại điểm b khoản 1 Điều này bao gồm:
a) Công ty trách nhiệm hữu hạn hai thành viên trở lên, công ty cổ phần do Nhà nước nắm giữ trên 50% vốn điều lệ, tổng số cổ phần có quyền biểu quyết là công ty mẹ của tập đoàn kinh tế, công ty mẹ của tổng công ty nhà nước, công ty mẹ trong nhóm công ty mẹ - công ty con;
b) Công ty trách nhiệm hữu hạn hai thành viên trở lên, công ty cổ phần là công ty độc lập do Nhà nước nắm giữ trên 50% vốn điều lệ, tổng số cổ phần có quyền biểu quyết.
Thứ 4, tại điều 17 Luật DN 2020 bổ sung thêm đối tượng là tổ chức, cá nhân không có quyền thành lập và quản lý doanh nghiệp tại Việt Nam gồm:
- Cơ quan nhà nước, đơn vị lực lượng vũ trang nhân dân sử dụng tài sản nhà nước để thành lập doanh nghiệp kinh doanh thu lợi riêng cho cơ quan, đơn vị mình;
- Cán bộ, công chức, viên chức theo quy định của Luật Cán bộ, công chức và Luật Viên chức;
- Sĩ quan, hạ sĩ quan, quân nhân chuyên nghiệp, công nhân, viên chức quốc phòng trong các cơ quan, đơn vị thuộc Quân đội nhân dân Việt Nam; sĩ quan, hạ sĩ quan chuyên nghiệp, công nhân công an trong các cơ quan, đơn vị thuộc Công an nhân dân Việt Nam, trừ người được cử làm đại diện theo ủy quyền để quản lý phần vốn góp của Nhà nước tại doanh nghiệp hoặc quản lý tại doanh nghiệp nhà nước;
- Cán bộ lãnh đạo, quản lý nghiệp vụ trong doanh nghiệp nhà nước theo quy định tại điểm a khoản 1 Điều 88 của Luật này, trừ người được cử làm đại diện theo ủy quyền để quản lý phần vốn góp của Nhà nước tại doanh nghiệp khác;
- Người chưa thành niên; người bị hạn chế năng lực hành vi dân sự; người bị mất năng lực hành vi dân sự; người có khó khăn trong nhận thức, làm chủ hành vi; tổ chức không có tư cách pháp nhân;
- Người đang bị truy cứu trách nhiệm hình sự, bị tạm giam, đang chấp hành hình phạt tù, đang chấp hành biện pháp xử lý hành chính tại cơ sở cai nghiện bắt buộc, cơ sở giáo dục bắt buộc hoặc đang bị Tòa án cấm đảm nhiệm chức vụ, cấm hành nghề hoặc làm công việc nhất định; các trường hợp khác theo quy định của Luật Phá sản, Luật Phòng, chống tham nhũng.
Trường hợp Cơ quan đăng ký kinh doanh có yêu cầu, người đăng ký thành lập doanh nghiệp phải nộp Phiếu lý lịch tư pháp cho Cơ quan đăng ký kinh doanh;
- Tổ chức là pháp nhân thương mại bị cấm kinh doanh, cấm hoạt động trong một số lĩnh vực nhất định theo quy định của Bộ luật Hình sự. (đối tượng này được bổ sung mới)

## Tác động của Luật Doanh nghiệp

### Tác động tích cực sau khi Luật Doanh nghiệp ra đời
Luật Doanh nghiệp chính thức đi vào thực hành từ năm 2000 mang lại nhiều thuận lợi lớn cho các doanh nghiệp tư nhân. Tác động đầu tiên của nó chính là vô hiệu hóa hàng loại các loại giấy phép, con dấu các loại, giảm nhiêu khê và công sức của doanh nghiệp trong các hoạt động của mình. Khi Luật đi vào hoạt động, chính phủ của thủ tướng Phan Văn Khải tiếp tục tìm cách xóa bỏ bớt những loại giấy phép còn tồn đọng. Đến năm 2003, có khoảng 500 loại giấy phép "thừa" được thủ tướng Phan Văn Khải ký quyết định bãi bỏ. Hệ quả là môi trường kinh doanh được cải thiện rõ rệt. Sau 3 năm đi vào hoạt động, Việt Nam tăng được 2 bậc trong bảng xếp hạng của Diễn đàn Kinh tế Thế giới. Tuy vẫn bị đánh giá rất thấp (hơn Thái Lan và Trung Quốc nhiều), nhưng đây là sự cải thiện rõ ràng. Khối kinh tế tư nhân cũng phát triển mạnh mẽ. Từ năm 2000 đến năm 2002 có 55.793 doanh nghiệp mới được thành lập, trong khi 9 năm trước đó 1991-1999 chỉ có 45.000
Luật Doanh nghiệp ra đời còn giảm thái độ cửa quyền, nhũng nhiễu của các cơ quan công quyền, hải quan, thuế quan, tạo điều kiện cho doanh nghiệp hoạt động dễ dàng hơn, và tốn ít chi phí bôi trơn hơn. Luật Doanh nghiệp tiếp tục được hoàn thiện và áp dụng cho cả doanh nghiệp tư nhân và nhà nước đã phần nào đưa các loại hình doanh nghiệp vào một sân chơi chung, hứa hẹn giảm tải sự tham gia của nhà nước vào kinh doanh, thúc đẩy tự do và phát triển kinh tế.
Đến nay tuy vẫn còn nhiều thủ tục rườm rà, việc thành lập doanh nghiệp ở Việt Nam đã rất nhanh và dễ dàng so với trước khi có luật. Ở những trung tâm kinh tế lớn như Hà Nội, Thành phố Hồ Chí Minh, Đà Nẵng v.v, đã xuất hiện nhiều dịch vụ tư nhân hỗ trợ thành lập doanh nghiệp với chi phí khá thấp. Riêng trong năm 2013, Việt Nam có 76.955 doanh nghiệp mới được thành lập

### Những biến chuyển trong việc thực thi Luật Doanh nghiệp từ thời thủ tướng Nguyễn Tấn Dũng.
Tuy đã rất cố gắng, thủ tướng Phan Văn Khải cùng Tổ công tác của ông cũng không trừ bỏ được vấn nạn giấy phép. Các loại giấy phép kinh doanh cứ liên tục "mọc lên" và vẫn là rào cản rất lớn cho sự phát triển lành mạnh của môi trường kinh doanh tại Việt Nam. "Sân chơi công bằng" vẫn tiếp tục là điều xa vời khi các công ty nhà nước vẫn được ưu tiên quá nhiều, nắm giữ những nguồn tài nguyên, vốn của đất nước cùng các loại đặc quyền đặc lợi thành văn và bất thành văn khác. Thủ tướng Nguyễn Tấn Dũng với chủ trương lớn kinh tế tập đoàn của mình, nhìn chung đã đi ngược lại tinh thần của Luật Doanh nghiệp và chính phủ của thủ tướng Phan Văn Khải khi lạm dụng việc điều hành kinh tế bằng những chỉ thị, nghị quyết và công văn mà không sử dụng luật. Việc nhà nước tiếp tục tham dự sâu vào sân chơi kinh tế khiến cho các loại giấy phép lại sinh sôi nẩy nở, tình trạng lãng phí và tham nhũng lại diễn ra nặng nề hơn. Việt Nam đã hình thành nền kinh tế cánh hẩu cùng các nhóm lợi ích liên quan đến các quan chức nhà nước. Kết quả là giảm tính cạnh tranh, năng suất lao động và hiệu quả lao động của cả nền kinh tế. Rất nhiều nhà khoa học và chuyên gia kinh tế, trong cũng như ngoài nước đang lo sợ sự trì trệ và suy giảm kinh tế sẽ diễn ra trong tương lai gần nếu không có sự thay đổi. 